# Julien-Louis Mérot
Pour les articles homonymes, voir Mérot.
Julien-Louis Mérot, né à Tanville le 14 juin 1876 et mort à Belloy-en-France le 29 mars 1956, est un médailleur et sculpteur français.

## Biographie
Julien-Louis Mérot est le fils de Victor Mérot, tailleur sur cristaux, et de Désiré Vallée.
En 1905, sous la direction de Louis-Ernest Barrias, Jules Chaplain, Louis-Alexandre Bottée et Jules Coutan, il obtient le grand prix de Rome de gravure en médailles et pierres fines.
Il épouse en 1914 Marie Clémence Albertine Balon.
Il est mort à Belloy-en-France à l'âge de 79 ans.

## Distinction
Julien-Louis Mérot est nommé chevalier de l'ordre national de la Légion d'honneur par décret du 15 février 1919.